# Jean de Châteaumorand
Jean de Châteaumorand, seigneur de Châteaumorand, de Châtelus et de Poligny, né vers 1355 et mort le 30 novembre 1429, est un chevalier bourbonnais. Il a été l'un des plus proches et fidèles compagnons du duc Louis II de Bourbon et a largement inspiré la Chronique du bon duc Loys de Bourbon de Jean Cabaret d'Orville (1429).

## Biographie
Jean de Châteaumorand est le second fils d'Hugues de Châtelus (vers 1325 - 28 avril 1400), seigneur de Châtelus et de Châteaumorand, compagnon du duc Louis II, chevalier de l'Écu d'or, et chambellan du roi Charles VI. Il appartenait à une importante famille des confins du Bourbonnais et du Forez, vassale à la fois des ducs de Bourbon et des comtes de Forez. Sa mère, Marguerite de La Porte, fille de Jean de La Porte, seigneur de Bannegon et de Poligny (qui prit plus tard le nom de Lurcy-Lévis), apporta à son époux la terre de Poligny. Son frère aîné, Guichard, mourut en 1391 à Gênes au retour de l'expédition en Barbarie (Tunis), de sorte que Jean devint le seul héritier mâle de leur père. Par sa mère, il était le cousin de Jean le Barrois des Barres.
Il prend d'abord le titre de seigneur de Poligny, hérité de sa mère, puis, après la mort de son père, celui de seigneur de Châtelus et de Châteaumorand, mais il renonce au nom porté par ses aïeux depuis au moins deux siècles pour prendre celui de Châteaumorand. Il épouse en 1408 Marie de Frolois (branche de Posanges-St-Germain), dont il a une fille, Agnès/Agnette de Châteaumorand, qui épouse par contrat du 14 janvier 1423 Brémond/Bermond de Lévis et qui, restée la seule héritière de son père, transmettra à la maison de Lévis (branche de La Voulte) son nom et ses terres.

### Les premières campagnes
Jean de Châteaumorand, après son père et son frère aîné, entre naturellement au service de Louis II de Bourbon. Il sert d'abord comme écuyer et porte le pennon ducal. Il participe au siège de Châteauneuf-de-Randon par Du Guesclin. Dès le siège de Nantes, entre novembre 1380 et janvier 1381, il est chevalier, à la tête d'une compagnie de gens d'armes, et joue un rôle important au côté de Jean des Barres, dit Le Barrois, qui est son cousin germain. Peu après, il est l'un des cinq chevaliers français qui combattent cinq chevaliers anglais au tournoi de Vannes et remportent la victoire ; il l'emporte facilement sur Gautier Cloppeton et s'illustre le lendemain par son attitude chevaleresque à l'égard du cousin de Cloppeton, qui l'avait attaqué par traîtrise.
Il accompagne ensuite le duc de Bourbon combattre les Anglais en Poitou (prise de Taillebourg, Bourg-Charente, Verteuil et autres lieux).

### La croisade de Barbarie

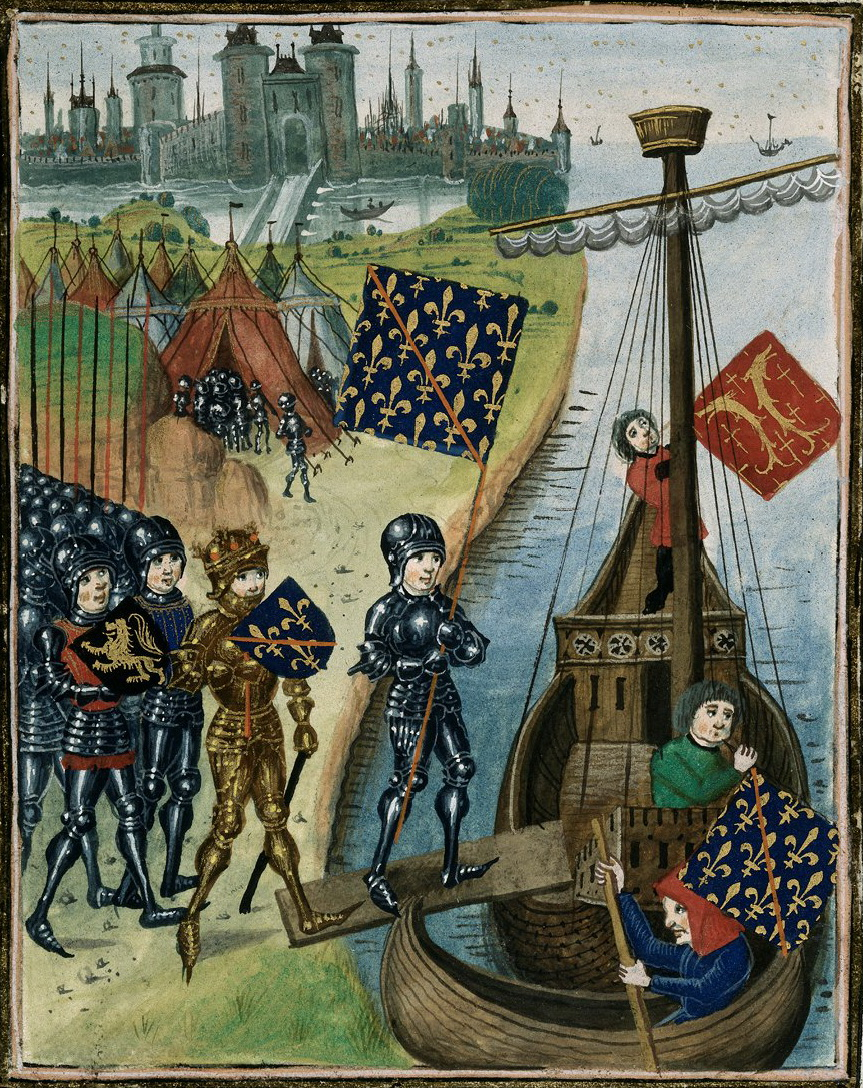
Les croisés, menés par le duc Louis II de Bourbon que l'on reconnaît à ses armes, lèvent le siège de Mahdia. Miniature d'un manuscrit de Jean Froissart.

En 1390, avec son frère Guichard et environ 1 500 chevaliers, il accompagne Louis II dans la croisade qu'il mène contre les pirates barbaresques installés dans l'actuelle Tunisie (siège de Mahdia). Cette expédition, envoyée à l'initiative des Gênois dont les ambassadeurs avaient réussi à convaincre le roi Charles VI, fut un échec.

### Missions diplomatiques
Louis II, qui mène une politique étrangère très active en direction de la Méditerranée orientale pour son propre compte et pour celui du roi, confie à Jean de Châteaumorand plusieurs missions diplomatiques. En 1397, il l'envoie auprès du sultan Bajazet Ier pour négocier la libération des chevaliers français faits prisonniers à la bataille de Nicopolis (25 septembre 1396) ; Châteaumorand réussit à obtenir la libération contre rançon des prisonniers, qu'il ramena en août 1397.

### L'expédition de Constantinople
Menacé par les progrès des Turcs ottomans qui assiégeaient sa capitale, l'empereur Manuel II Paléologue demande du secours aux puissances d'Europe occidentale. Le roi de France Charles VI décide en 1398 l'envoi d'une expédition de secours commandée par Jean II Le Meingre, dit Boucicaut, maréchal de France, qui a pour second Jean de Châteaumorand. Le corps expéditionnaire de 1 200 hommes arrive à Constantinople en 1399 et réussit à entrer dans la ville malgré le blocus ottoman. Au début de l'année 1400, l'empereur quitte Constantinople en compagnie du maréchal Boucicaut pour demander en personne de l'aide en Occident ; Jean de Châteaumorand reste sur place à la tête d'une troupe de 300 hommes.
La victoire de Tamerlan sur les Turcs ottomans à la bataille d'Ankara (20 juillet 1402) et la défaite du sultan Bajazet Ier desserre l'étreinte sur les Byzantins ; Châteaumorand peut alors rentrer en France. En 1403, Châteaumorand mène des missions en Orient pour le compte de Boucicaut, maréchal de France, devenu gouverneur de Gênes, nommé par le roi Charles VI sous l'autorité duquel la cité de Gênes s'était mise (1396 à 1409). Il participe à une expédition menée en Orient par Boucicaut ; au retour, ils passent devant Modon, au sud-ouest de la Morée, comptoir de la république de Venise, ennemie des Génois ; une bataille éclate, qui tourne à l'avantage des Vénitiens, et Châteaumorand est fait prisonnier avec 400 hommes. Ils ne sont libérés qu'après six mois de captivité.
On ne sait ensuite plus rien de lui jusqu'à sa collaboration avec Jean Cabaret d'Orville pour la rédaction de la Chronique du bon duc Loys de Bourbon en 1429.

### LaChronique du bon duc Loys de Bourbon
L'ouvrage a été écrit en 1429 et il s'agit probablement d'une commande du petit-fils de Louis II, Charles de Bourbon, comte de Clermont, futur duc de Bourbon. Cabaret d'Orville le rédigea d'après les souvenirs et peut-être sous la dictée de Jean de Châteaumorand, au point que certains commentateurs considèrent Châteaumorand comme le véritable auteur.